# Urko Suaya
Guillermo “Urko” Suaya (Buenos Aires, 30 de enero de 1964) es un retratista y fotógrafo argentino con más de 25 años de trayectoria.

## Vida
Urko Suaya nació en el seno de una familia tradicional y pudiente de la Ciudad de Buenos Aires. Miembro del clan de artistas Suaya es familiar de Gastón Suaya, quien fue asistente suyo y actualmente es también fotógrafo. 
Luego de haber realizado el servicio militar en Prefectura y haber viajado durante nueve meses por Brasil, Suaya tuvo su primera experiencia laboral en una agencia publicitaria a los 19 años, mientras estudiaba Publicidad. Si bien le habían regalado su primera cámara pocket a los 12 años, no fue sino hasta su último año de facultad que se dio cuenta de que tenía un talento con ella.
Amante del surf y seguidor del fotógrafo Helmut Newton, Urko refleja en sus trabajos su fascinación por el agua, las mujeres y la simpleza; sus fotografías contienen una gran carga erótica.
Actualmente Urko vive y trabaja en Buenos Aires junto con su esposa, la escultora Celina Saubidet, y sus hijas Juana y Cala.

## Ámbito laboral
A lo largo de su carrera realizó campañas publicitarias para diferentes marcas de indumentaria, como Paruolo, Ayres, Trosman, Awada, Roma Renom, Abril Pereyra Lucena Jeans, Toshiba, Luna, Jackie Smith y Christian Dior. Fotografió a personalidad como Caroline de Maigret, Carmen Dell' Orefice, Rossy De Palma, Antonio Banderas, Gael Garcia Bernal. Varias de sus editoriales fueron publicadas en las revistas Elle, GQ, PEN, Mujer, Telva y La Nación.

## Estilo
Sus fotos se caracterizan por sus colores vivos, saturados y dinámicos; son imágenes limpias y con una composición de estilo minimalista. Suaya se describe como “dedicado a la foto de moda y a la publicidad por profesión, y a la de mujeres y naturaleza por vocación”.
Los temas recurrentes en su obra son: el agua, las mujeres y la simpleza.

## Publicaciones
Suaya publicó seis libros de fotografías entre los que se encuentran: Pocket 1, Pocket 2, Love, Love 2, Gancia en el Mar y Patio Bullrich XX años. 
Los libros Pocket 1 y 2 las fotos tienen la particularidad de estar creados con una pequeña cámara de bolsillo.
El libro Gancia en el Mar fue realizado para la empresa Gancia cuando fue invitado a subirse a una goleta italiana de 1880 donde registró un crucero que partió desde Bs. As y llegó a Punta del Este en 30 horas.